# Oberisling

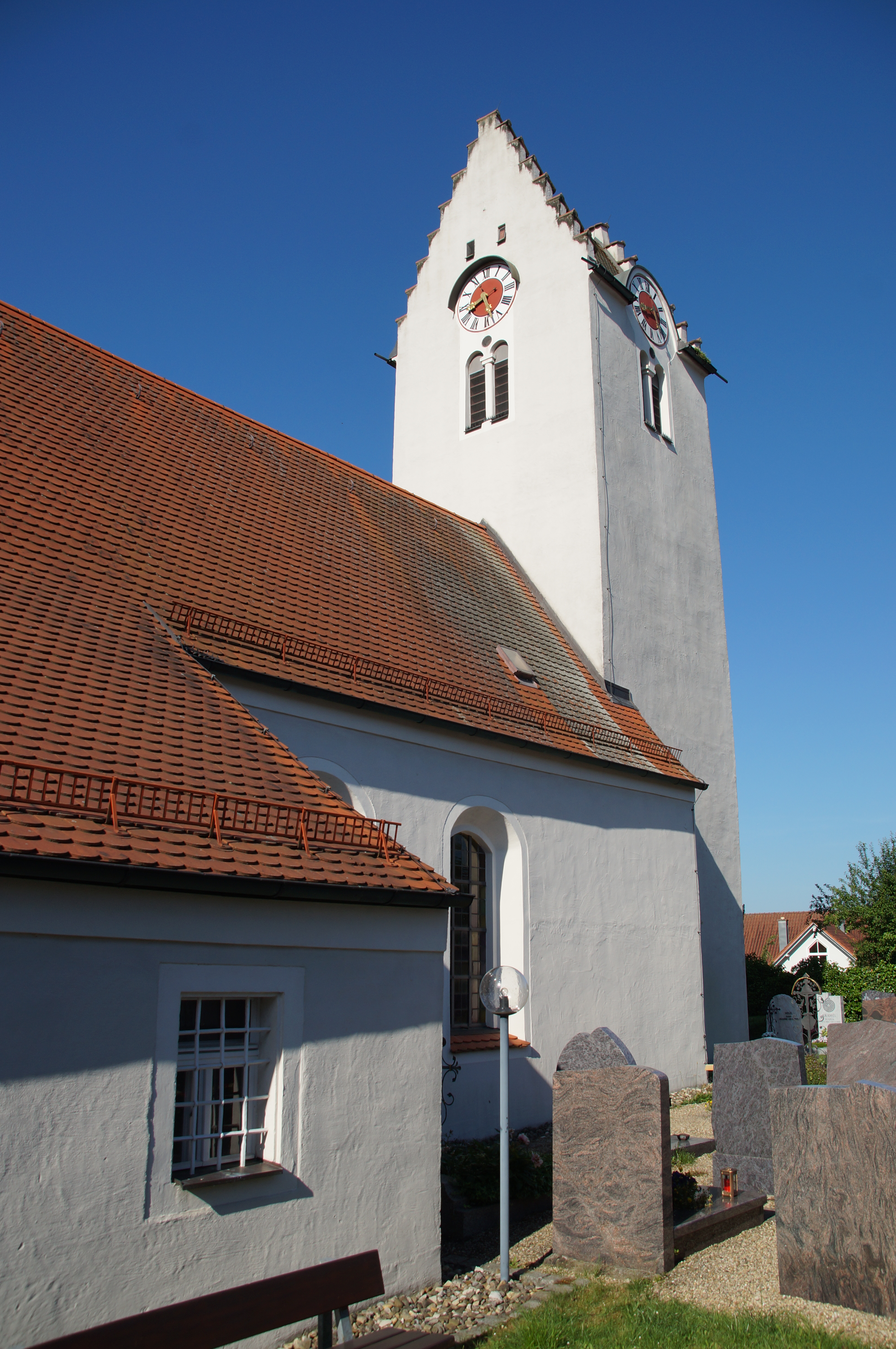
St. Martin

Oberisling ist ein Kirchdorf im Stadtbezirk Oberisling-Leoprechting-Graß von Regensburg, Bayern, auf der gleichnamigen Gemarkung. Der ehemals ländliche Charakter des Ortes hat sich auch nach Inbetriebnahme der nördlich benachbarten Universität Regensburg und des Universitätsklinikums Regensburg in den Jahren nach 1970 nicht vollständig verloren.

## Geschichte
Das am südlichen Stadtrand von Regensburg gelegene Oberisling entwickelte sich aus einer Gruppe von Bauernhöfen. Die Kirche St. Martin stammt im Kern aus dem 13. Jahrhundert. Die nahe gelegene Burg Graß wurde wohl im 12. Jahrhundert erbaut, erwähnt wird sie Anfang des 14. Jahrhunderts. Die Deutschordenskommende Regensburg konnte im 14. und 16. Jahrhundert in zwei Teilen die Hofmark Graß erwerben. Die Bauern von Graß, Leoprechting und Oberisling blieben über Jahrhunderte Untertanen der Deutschordenskommende St. Ägid. Mit dem Reichsdeputationshauptschluss von 1803 fiel der Ort zunächst an das Fürstentum Regensburg Karl Theodor von Dalbergs und nur sieben Jahre später, 1810, an Bayern. 1818 entstand mit dem bayerischen Gemeindeedikt die „Ruralgemeinde“ Oberisling mit einem gewählten Gemeindevorsteher – später Bürgermeister genannt. Die Gemeinde bestand aus dem Kirchdorf Oberisling und dem Weiler Unterisling und umfasste 547,13 Hektar. Am 1. Januar 1970 wurde die Nachbargemeinde Graß mit dem Ort Leoprechting eingemeindet, zeitgleich kam ein kleiner Teil Oberislings mit 14 Einwohnern zu Regensburg. Am 1. Januar 1977 wurde die nun über 900 Hektar große Gemeinde im Zuge der Gemeindegebietsreform in die Stadt Regensburg eingemeindet und bildet dort den Stadtbezirk Oberisling-Leoprechting-Graß. Oberisling hat das Erscheinungsbild eines in sich geschlossenen kleinen Ortes. 
Am 12. September 2006 zelebrierte Papst Benedikt XVI. im Rahmen seines Besuches in Regensburg eine Messe auf dem nahe gelegenen Islinger Feld.

## Sehenswürdigkeiten
- Kirche St. Martin: Die Kirche ist ein spätromanischer Saalbau mit abgewalmtem Satteldach und Fassadenturm mit Treppengiebeln aus dem 13. Jahrhundert. Der Chor ist aus dem 14. Jahrhundert. Das Langhaus wurde ab 1727 umgebaut.
- Kirche St. Benedikt: Neubau aus den 1980er Jahren, der in seiner architektonischen Konzeption stark mit der Kirche St. Martin verbunden ist.
- Jahnstadion Regensburg: Das städtische Fußballstadion wurde im Juli 2015 fertiggestellt und ist seitdem die sportliche Heimstätte des SSV Jahn Regensburg.

## Verkehrsanbindung
- Buslinie 3 der Regensburger Verkehrsbetriebe (Haltestellen Oberisling und Rauberstr.)
- Autobahn A3 über die AS Regensburg-Universität